# اكتشاف الدواء

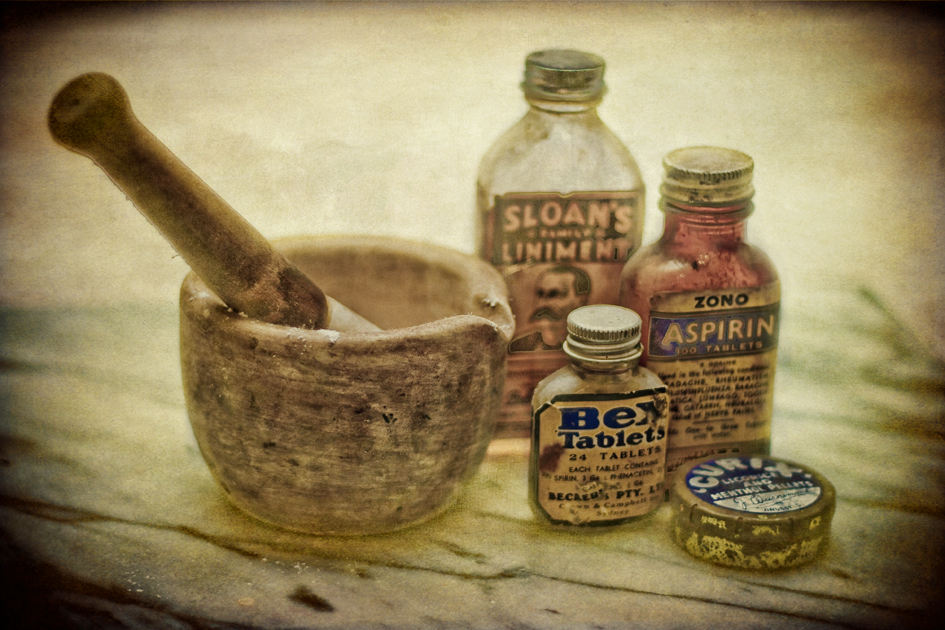

 اكتشاف الأدوية  في مجالات الطب، التكنولوجيا الحيوية وعلم الأدوية، هي العملية التي يتم من خلالها اكتشاف الأدوية أو تصميمها.
في الماضي كانت أكثر الأدوية التي تم اكتشافها إما عن طريق تحديد العنصر النشط من العلاجات التقليدية أو عن طريق اكتشاف الصدفة. وثمة نهج جديد لفهم كيف أن المرض والعدوى يتم ضبطهما بمستوى جزيئي وفسيولوجي واستهداف كيانات معينة على أساس هذه المعرفة.
عملية اكتشاف الأدوية تنطوي على تحديد العنصر المرشح للبحث، التوليف والتوصيف والفرز، والمقايسات للفعالية العلاجية. حيث يكتشف عقار له فعالية أثبتت قيمتها في هذه التجارب، فإنه سيتم البدء في عملية تنمية وتطوير الدواء قبل التجارب السريرية.
وعلى الرغم من أن التقدم في مجال التكنولوجيا وفهم الأنظمة الحيوية، فإن اكتشاف الأدوية لا يزال طريقاً طويلا مرهقاً، ومكلفاً، و«عملية غير فعالة» مع انخفاض معدلات اكتشاف العلاج الجديد.
المعلومات عن [الجينوم البشري] ، وتسلسله بما يؤدى إلى ترميزه قد اعتبرت الموجه المحتملة لاكتشاف الأدوية، وعدا للقضاء فعلا على عنق الزجاجة في الأهداف العلاجية التي تم تحديد عامل واحد على معدل اكتشاف العلاج. هذا يتطلب إثبات واحد أو أكثر من مصادر موثوقة في الوقت التالي من الحماس «لإنجاز» «تسلسل الجينوم البشري» بيد أن البيانات تشير إلى أن «أهداف جديدة» بدلا من «وضع أهداف» أكثر عرضة لفشل مشروع اكتشاف الأدوية بصفة عامة يعزز بعض التفكير الكامن وراء اتجاه صناعة الدواء ابتداء من مطلع القرن الحادي والعشرين وحتى اليوم الذي يجد النفور من المخاطر في الهدف الاختيار بين شركات الأدوية متعددة الجنسيات.

## الأهداف الدوائية
- تعريف «الهدف» في حد ذاته شيء يقال في صناعة المستحضرات الصيدلانية. عموما، فإن «الهدف» هو بطبيعة الحال القائمة بنية الخلية الجزيئية أو المشاركة في علم الأمراض من الاهتمام الذي يقصد العمل في تنمية الدواء. ومع ذلك، يمكن التمييز بين «الهدف» و«الجديد» الذي أنشئ دون فهم كامل، من مجرد ما هو «الهدف». يتم عادة هذا التمييز من قبل شركات الأدوية العاملة في اكتشاف وتطوير العلاجات.
- «الأهداف المحددة» هي تلك التي يوجد فهم جيد علمى وبدعم من تاريخ نشر طويل، على حد سواء كيفية عمل الهدف في علم وظائف الأعضاء العادية، وكيف أنها تشارك في أمراض الإنسان. وهذا لا يعني أن «آلية العمل» من الأدوية التي لا يعتقد أنها تعمل من خلال أهداف معروفة مسبقا قد فهمت تماما بدلا من ذلك.
- «المنشأة» يتصل مباشرة إلى كمية المعلومات الأساسية المتاحة على هدف، في معلومات وظيفية معينة. المزيد من هذه المعلومات متاحة، وأقل الاستثمار (بشكل عام) المطلوبة لتطوير العلاجية الموجهة ضد هدف. parlance.d عملية جمع المعلومات الفنية مثل ما يسمى ب «الهدف المصادقة للهدف» في صناعة المستحضرات الصيدلانية.
- الأهداف المحددة تشمل أيضا تلك التي في صناعة الأدوية يتمتع بخبرة تصاعد الحملات ضد اكتشاف الأدوية في الماضي، مثل هذا التاريخ يقدم معلومات عن المواد الكيميائية chemical feasibility جدوى وضع جزيء جزيئى صغير علاجى ضد هدف ويمكن أن يوفر فرص الترخيص والحرية إلى تشغيل المؤشرات فيما يتعلق بالجزيء الصغير المرشح كعقار.بشكل عام.

«أهداف جديدة» لجميع هذه الأهداف ليست هي «الأهداف المحددة» ولكن الذي جرى أو هي موضوع لمشاريع اكتشاف الأدوية. وتشمل هذه عادة الأدوية المكتشفة حديثا مثل بروتين، أو البروتينات التي تعمل وأصبح واضحا الآن أنه نتيجة للأبحاث العلمية الأساسية.
غالبية الأهداف المحددة حاليا لجهود اكتشاف الادوية هي البروتينات. وتوجد منهم فئتان تسودان: [G-protein-coupled receptor] (أو GPCRs) وبروتين كيناز

## التحرّي والتصميم
تتضمن عملية إيجاد دواء جديد تجاه هدف مختار لمرض محدد ما يدعى ب[التحري عالي السعة المعالجة] high-throughput screening (HTS)، والذي تختبر فيه مكتبات ضخمة للالمواد الكيميائية في قدرتها بتغيير الهدف. كمثال على ذلك، إذا كان الهدف هو مستقبل مقترن بالبروتين ج جديد، عندها سيتم تحرّي قدرة المركبات في تثبيط أو تنبيه ذلك المستقبل (أنظر حول موضوع «[ناهض]» و«[مناهض]»): إذا كان الهدف هو بروتين كيناز، فسيتم تحرّي قدرة المركبات على تثبيط ذلك الكيناز.
وكوظيفة هامة أخرى لـHTS نذكر أنه هام لإظهار مدى انتقائية المركب للهدف المختار. يكون الأمر مثالياً بإيجاد مركب يتدخّل فقط مع الهدف المختار، لكن ليس مع غيره من الأهداف ذات الصلة. وللوصول لذلك فإنه تجرى عمليات التحرّي لمعرفة إذا ما كانت المركبات الناجحة "hits" تجاه الهدف المختار ستتداخل مع الأهداف الأخرى ذات الصلة، وهذا ما يدعى بعملية التحرّي المتداخل. التحرّي المتداخل cross-screening هام لأن كلما طابق المركب أهداف ليست ذات علاقة، كلما زاد احتمال حدوث سمية البعد عن الهدف مع ذلك المركب عند وصوله للعيادة.
من المستبعد بشدة أن يبرز دواء مرشّح مثالي من بين عمليات التحرّي المبكرة. من الملاحظ بشكل شائع أن عدة مركبات يكتشف بأنها تملك درجة معيّنة من الفاعلية، وإذا كانت هذه المركبات تتقاسم ملامح كيميائية مشتركة، عندها يمكن تطوير واحد أو أكثر من حوامل الخواص الدوائية. عند هذه النقطة، سيلجأ الكيميائي الدوائي للسعي لاستخدام علاقات البنية بالتأثير structure-activity relationships (SAR) لتطوير ملامح معيّنة للمركبات الرئيسية:
- زيادة الفاعلية تجاه الهدف المختار.
- تقليل الفاعلية تجاه الأهداف ليست ذات العلاقة.
- تحسين خواص المشابهة للدواء أو الـإيه دي إم إي للمركب.

هذه العملية ستتطلب عمليات تحرّي متكررة، وأثناء ذلك (وهذا ما يتمنى) فإن خواص المكونات الجزيئية الجديدة ستتطور وتسمح بالمركبات المفضّلة بالمضي نحو الاختبار في الزجاج in vitro وفي الأحياء in vivo حول الفاعلية في نموذج المرض المختار.
بينما الـHTS هي طريقة شائعة الاستخدام في اكتشاف الأدوية الجديدة، فهي ليست الطريقة الوحيدة. ممكن في كثير من الأحيان أن يتم البدء من مركب والذي يملك بالأصل بعض من الخواص المرغوبة. إن مركب كهذا قد يتم استخلاصه من منتج طبيعي أو حتى أن يكون دواء في السوق يمكن أن يطوّر (الأدوية المعروفة بـ (وأنا أيضاً)). ويستخدم غالباً طرق أخرى أيضاً، مثل التحري عالي سعة المعالجة الافتراضي، حيث يتم التحرّي باستخدام نماذج مولدة بالحاسوب ومحاولة إيصال المكتبات الافتراضية إلى هدف.
وطريقة أخرى هامة لاكتشاف الأدوية هي تصميم الدواء، والذي بواسطته تدرس الخواص البيولوجية والفيزيائية للهدف، ويتم إجراء توقع لأنواع المواد الكيميائية التي قد تناسب [موقع فعّال|الموقع الفعال]. وهنا يمكن لحوامل الخاصة الدوائية الحديثة أن تبرز بسرعة كبيرة من هذه التمارين.
عندما يتم تعيين سلاسل مركبات رئيسية مع فاعلية هدف كافية وانتقائية وخواص مشابهة للدواء مرغوبة، عندها سيتم تقديم مركب أو مركبين للتطوير الدوائي. إن أفضلها يسمى عموماً بالمركب الرئيسي lead compound، بينما الأخرى ستلقّب كـ«دعم».

## خلفية تاريخية
يتواسط تأثير الدواء على الإنسان تآثرات خاصة بين جزيئة الدواء والجزيئات الضخمة الحيوية (مثل البروتينات والأحماض النووية بمعظم الأحيان) مما قاد العلماء إلى نتيجة تقتضي ضرورة المواد الكيميائية المفردة للفعالية الحيوية للدواء. وقد صنعت كمواد كيميائية صرفة في بداية العصر الحديث في علم الأدوية وأصبحت أدوية معيارية كبديل عن الخلاصات الخام.
ونجد المورفين كمثال عن المركبات الدوائية المعزولة من المستحضرات الخام فهو المادة الفعالة في الأفيون. كما يستخلص الديجوكسين -المادة المنبهة للقلب - من نبات الديجيتال الصوفي.
وقد أدت الكيمياء العضوية لتصنيع العديد من المواد الكيميائية المساعدة والمعزولة من مصادر حيوية.

## الطبيعة كمصدر للأدوية
بالرغم من نشوء الكيمياء التجميعية كجزء لا يتجزّأ عن عملية الاكتشاف الرئيسية، فإن المنتجات الطبيعية لا تزال تلعب دوراً رئيسياً كمادة انطلاق لاكتشاف الأدوية. تم نشر تقرير في عام 2007 يغطّي تفاصيل السنوات بين 1981 و 2006 في مساهمة المركبات الكيميائية المتشكلة الحيوية في تطوير الأدوية. تبعاً لهذا التقرير فوجد أنه من بين 974 كيان كيميائي جديد ذو جزيئة صغيرة، كان 63% منها مشتق طبيعياً أو مشتقات نصف صناعية لمنتجات طبيعية. من أجل مجالات علاجية معينة مثل مضادات الميكروبات ومضادات الأورام والأدوية المضادة لارتفاع الضغط والأدوية المضادة للالتهاب فقد كانت الأعداد أكبر.
قد تكون الأدوية الطبيعية مفيدة كمصدر لبنى كيميائية جديدة من أجل تقنيات حديثة لتطوير العلاجات المضادة للجراثيم.
بالرغم من اللإمكانية الضمنية، فإنه فقط جزء من الأنواع الحية على الأرض قد تم فحصها من أجل الفاعلية الحيوية.

### المشتقات النباتية
في الفترة ما قبل پاراسيلسوس Paracelsus كانت خلاصات المشتقات النباتية تشكل الغالبية العظمى من الأدوية الخام في الطب الغربي. وقد نجم عن ذلك مجموعة من المعلومات حول إمكانية استعمال الأصناف النباتية كمصدر مهم للمواد الأولية في اكتشاف الأدوية.تنتج مجموعة مختلفة من المستقلبات أحياناً في أجزاء النبات المختلفة (كالجذور والأوراق والأزهار) كما تعد المعرفة النباتية أساسية للاستعراف الصحيح على المواد النباتية الفعالة حيوياً.

### المستقلبات المكروبية
تتنافس المكروبات على الحيز الحيوي والغذاء. وقد طوّرت معظم المكروبات قدرتها على منع الأنواع الأخرى المنافسة من التكاثر للبقاء ضمن هذه الشروط.
وتعد الجراثيم هي المصدر الرئيسي للأدوية المضادة للمكروبات. حيث تعتبر أنواع المتسلسلة (علم أحياء دقيقة)streptomyces مصدراً للمضادات المكروبية. ويعد اكتشاف البنسلين بالمزارع الجرثومية الملوثة بفطور البنسليوم (علم أحياء دقيقة) عام 1928 هو النموذج الكلاسيكي للمضادات المكروبية التي تعمل بآلية الدفاع ضد مكروب آخر.

### اللافقاريات البحرية
إن البيئات البحرية هي مصادر محتملة لعوامل فعالة حيوياً جديدة. قد برهن لأول مرة نوكليوزيد الأرابينوز المكتشف في اللافقاريات البحرية في خمسينات القرن الماضي أن الجزاء السكرية غير الريبوز وديوكسي ريبوز يمكن أن يعطي بنى نوكليوزيد فعالة حيوياً. وعلى أية حال فقد تم الاعتراف بأول دواء مشتق بحري في عام 2004. وقد اعترفت إدارة الأغذية والأدوية FDA بذيفان الحلزون المخروطي الزيكونوتايد ziconotide، والذي يعرف أيضاً بـPrialt، لعلاج ألم الاعتلال العصبي. ويوجد عدة عوامل مشتقة بحرية أخرى يجرى حالياً عليها تجارب سريرية لاستطبابات مثل السرطان والاستعمل كمضاد التهاب والألم. وواحدة من أصناف هذه العوامل هي المركبات المشابهة البرايوستاتين bryostatin والتي هي قيد الدراسة كعلاج مضاد للرطان.

## التنوع الكيميائي للمنتجات الطبيعية
كما ذكر قبل قليل، كانت الكيمياء التجميعية تقنية مفتاحية تمكن من التشكيل الكفء لمكتبات التحرّي الضخمة من أجل الحاجة للتحرّي عالي الانتاجية. على أي حال، فالآن بعد عقدين من الكيمياء التجميعية، فقد تم الإشارة إلى أنه بالرغم من زيادة الكفاءة في التصنيع الكيميائي، فلم يتم الوصول لزيادة في الأدوية الرئيسة أو المرشحة. قد دفع ذلك لتحليل الخصائص الكيميائية لمنتجات الكيمياء التجميعية، بالمقارنة مع الأدوية و/أو المنتجات الطبيعية الموجودة. إن التنوع الكيميائي لمفهوم المعلوميّات الكيميائية (والذي يوصف بأنه توزّع المركبات في الفراغ الكيميائي على أساس خواصها الفيزيوكيميائية) غالباً ما يستعمل لوصف الاختلاف بين المكتبات الكيميائية التجميعية والمنتجات الطبيعية. يبدو أن مركبات المكتبة التجيميعية الصناعية تغطّي فقط فراغ كيميائي محدد ومتماثل لحد كبير، حيث أن الأدوية الموجودة وخاصة المنتجات الطبيعية تظهر تنوع كيميائي أكبر وموزعة بتساوي أكبر في الفراغ الكيميائي. إن الاختلاف الأبرز بين المنتجات والمركبات الطبيعية في مكتبات الكيمياء التجميعية هو عدد مراكز عدم التناظر (الذي يكون أكثر في المركبات الطبيعية) وصلابة البنية (أعلى في المركبات الطبيعية) وعدد الأجزاء العطرية (أعلى في مكتبات الكيمياء التجميعية). من الاختلافات الأخرى بين هاتين المجموعتين تتضمن طبيعة الذرات المغايرة (المنتجات الطبيعية غنية بـO و N، وتظهر S والهالوجينات غالباً في المركبات الصناعية). بما أن كل من صلابة البنية وعدم التناظر المرآتي Chirality هي عوامل مثبتة جيداً في الكيمياء الدوائية ومعروفة بتحسينها نوعية المركبات وفاعليتها كأدوية، قد أقترح أن المنتجات الطبيعية تقارن تفضيلياً بالمكتبات الكيميائية التجميعية لهذه الأيام على أنها مركبات رئيسية محتملة.

## اكتشاف الدواء من منتج طبيعي

### التحرّي
يوجد نهجين رئيسيين لإيجاد كيانات كيميائية فعالة حيوياً جديدة من مصادر طبيعية: الجمع العشوائي وفرز المادة؛ واستثمار المعرفة الدوائية العرفية في الانتقاء. يقوم النهج السابق على أساس حقيقة أن فقط جزء صغير من التنوع الحيوي للأرض قد تم اختبار فاعليته الدوائية، والكائنات الحية ضمن بيئة غنية التنوع بحاجة لتطوير آليات دفاعية وتنافسية لتبقى على قيد الحياة. قد تحدث مجموعة من العينات النباتية والحيوانية والميكروبية من نظم بيئية غنية تطور للفاعليات الحيوية الحديثة. واحد من الأمثلة للاستخدام الناجح لهذه الاستراتيجية هي التحرّي عن العوامل المضادة للأورام بواسطة المعهد الوطني للسرطان الذي أسس في ستينات القرن الماضي. تمت معرفة الباكليتاكسل من شجرة Pacific yew (باللاتينية: طقسوس قصير الأوراق). يظهر الباكليتاكسل فاعلية مضادة للأورام بآلية غير موصوفة سابقاً (تثبيت النبيبات) وتمت الموافقة عليه للاستخدام السريري لعلاج سرطان الرئة والثدي المبيض، وكذلك لعلاج الساركومة النزفية Kaposi's sarcoma.
علم النبات العرفي Ethnobotany هو دراسة استخدام النباتات في المجتمع، وعلم الأدوية العرفي علم الطب العرقي (مجال ضمن علم النبات العرفي) يركز على الاستخدام الدوائي للنباتات. يمكن لكلاهما أن يستخدما في اختيار مواد بدء لأدوية مستقبلية. الآرتيميسينين Artemisinin هو عامل مضاد للملاريا من نبات الحبق الحولي sweet wormtree (باللاتينية: شيح حولي) قد استخدم في الطب الصيني منذ عام 200 قبل الميلاد وهو دواء استخدم كجزء من التوليفة العلاجية للمتصوّرة المنجلية متعددة المقاومة multiresistant Plasmodium falciparum.

### التوضيح البنيوي
إن توضيح البنية الكيميائية هو أمر أساسي لتجنب إعادة اكتشاف عامل كيميائي معروف سابقاً ببنيته وفاعليته الكيميائية. غالباً ما يستعمل مقياس الطيف الكتلي لتحديد البنية، وهو طريقة حيث يتم فيها تحديد المركبات الفردية بالاعتماد على نسبة الكتلة\الشحنة بعد التأيين. تتواجد المركبات الكيميائية في الطبيعة على شكل مزائج، فلذلك من الشائع استخدام الجمع بين الاستشراب السائل liquid chromatography ومقياس الطيف الكتلي (LC-MS) لفصل المركبات الكيميائية بشكل فردي. تتواجد قواعد بيانات للأطياف الكتلية للموركبات المعلومة. ويعد مقياس طيف الرنين المغناطيسي النووي تكنولوجيا أخرى هامة لتحديد البنى الكيميائية للمنتجات الطبيعية. يعطي الـNMR معلومات حول ذرات الهيدروجين والكربون المفردة في البنية، مما يسمح بإعادة بناء تفصيلية لبنية المركب.

## قراءات إضافية
- Gad, Shayne C. (2005). Drug discovery handbook. Hoboken, N.J: Wiley-Interscience/J. Wiley. {{استشهاد بكتاب}}: الوسيط غير المعروف |الرقم المعياري= تم تجاهله يقترح استخدام |ردمك= (مساعدة)
- Madsen, Ulf; Krogsgaard-Larsen, Povl; Liljefors, Tommy (2002). Textbook of drug design and discovery. Washington, DC: Taylor & Francis. {{استشهاد بكتاب}}: الوسيط غير المعروف |الرقم المعياري= تم تجاهله يقترح استخدام |ردمك= (مساعدة)صيانة الاستشهاد: أسماء متعددة: قائمة المؤلفين (link)

## وصلات خارجية
- Introduction to Drug Discovery - Combinatorial Chemistry Review
- In Focus "Medical Research involving Minors: Medical, legal and ethical aspects" (German Reference Centre for Ethics in the Life Sciences)
- International Conference on Harmonisation of Technical Requirements for Registration of Pharmaceuticals for Human Use (ICH)
- Food and Drug Administration (FDA)
- CDER Drug and Biologic Approval Reports
- Pharmaceutical Research and Manufacturers of America (PhRMA)
- European Medicines Agency (EMEA)
- Pharmaceuticals and Medical Devices Agency (PMDA)
- WHO Model List of Essential Medicines
- Innovation and Stagnation: Challenge and Opportunity on the Critical Path to New Medical Products - FDA
- Priority Medicines for Europe and the World Project "A Public Health Approach to Innovation" - WHO
- International Union of Basic and Clinical Pharmacology
- IUPHAR Committee on Receptor Nomenclature and Drug Classification
- Advanced Cell Classifier program for high-content screen analysis (ETH Zurich)
- Drugdiscovery@home Early in silico drug discovery by volunteer computing.